# ブルスキーノ氏
『ブルスキーノ氏、または冒険する息子』（Il signor Bruschino, ossia Il figlio per azzardo）は、ジョアキーノ・ロッシーニが作曲した1幕からなるオペラ・ファルサ（笑劇）である。現在になって全曲は上演されないが、序曲のみが多く演奏されている。

## 概要
1812年に作曲されたオペラ・ファルサで、同時にイタリアで作曲された最後のオペラ・ファルサでもある。1812年9月頃に、オペラ『試金石』の初演を終えたのち、ミラノからヴェネツィアに戻った際に依頼を受けたもので、作曲を始めた時期は10月か11月の初旬頃であると言われる。
翌1813年1月27日に、ヴェネツィアのサン・モイゼ劇場で行われたが、たった1回のみの上演で終わり、そのままお蔵入りとなった。さらに自筆のスコアも行方不明となったが、45年後になってポーランドの貴族ポニャトウスキという人物がスコアも一緒に持って来て、ロッシーニは大いに喜んだと伝えられる。
初演の失敗の原因は上演の不出来と言われているが、一方で劇場側とロッシーニとの間で何かしらのトラブルがあったためとも言われている。確証たる資料がないため不明である。
ちなみに1844年ミラノで1回だけ上演されているが、これは無断で改訂されたものであった。

## 序曲
オペラ自体が小編成かつコンパクトであるため、序曲は序奏部を持たない小規模なものとなっている。ソナタ形式で構成されている。また弦の弓で譜面台を叩くという奏法も取り入れている。演奏時間は約4分または5分。

## 原作と台本
- 原作はアリサン・ドゥ・シャゼとE.T.モーリス・ウリの『偶然の息子』
- 台本はジュゼッペ・ホッパ（フォッパ）

## 配役
- ガウデンツィオ：ソフィーアの後見人（バリトン）
- ソフィーア（ソプラノ）
- ブルスキーノ：ガウンデンツィオの旧知
- ブルスキーノ2世：ブルスキーノの息子（テノール）
- フロルヴィッレ：ソフィーアの恋人（テノール）
- 警官：（バリトン）
- フィベルト：旅館の主人（バス）
- マリアンナ：ソフィーアの女中（メゾ・ソプラノ）

## 構成

### 楽器編成
- 木管楽器：フルート、オーボエ／イングリッシュホルン2、クラリネット2、ファゴット
- 金管楽器：ホルン2
- 弦楽器
- 通奏低音

### 音楽ナンバー
序曲と８つのナンバーで構成される。
- 序曲
- No. 1　導入曲"Deh tu m’assisti amore"（第１場）
- No. 2　二重唱（フロルヴィッレ、フィリベルト）"Io danari vi darò!"（第２場）
- No. 3　カヴァティーナ（ガウデンツィオ）"Nel teatro del gran mondo"（第４場）
- No. 4　三重唱（ブルスキーノ、フロルヴィッレ、ガウデンツィオ）"Per un figlio già pentito"（第６場）
- No. 5　レチタティーヴォとアリア（ソフィ―ア）"Ah voi condur volete" – "Ah donate il caro sposo"（第9場）
- No. 6　アリア（ブルスキーノ）"Ho la testa o è andata via?"（第11場）
- No. 7　二重唱（ガウデンツィオ、ソフィーア）"È un bel nodo che due cori"（第13場）
- No. 8　フィナーレ"Ebben, ragion dovere"（第15場）

## あらすじ
ガウデンツィオはソフィアの後見人。旧知の友人ブルスキーノ氏との間で、その息子（ブルスキーノ2世）に嫁がせる約束をしているが、ソフィアともども、まだ会ったことはない。実はソフィアには密かにフロルヴィッレという恋人がいる。近々、後見人の決めた相手と初対面する手筈となっているが、肝心のそのお相手は旅路の宿屋で借金を負い、留め置かれていて帰宅が遅れている。これをチャンスとばかりにフロルヴィッレは2世になりすまし、ガウデンツィオの邸宅に入り込むことに成功する。そこに訪ねてきたブルスキーノ氏と鉢合わせに。策を講じてガウデンツィオに「息子」と信じ込ませると、この作品のハイライトとなる滑稽な三重唱へ。宿屋の借金の件を「お父さん」に謝るものの、父は勿論、「偽物」を拒絶し、「親らしくない」とガウデンツィオに叱咤される。訳が分からず頭が混乱するブルスキーノ氏。その間に、「偽の息子」がソフィアの恋人であり、かつ、実はガウデンツィオの仇敵の一族と知って事情を呑み込むと、一転、「偽物」を本物の息子と認めるふりをして大芝居を打ち、ソフィアと首尾よく結婚させてガウデンツィオに一杯食わせてみせる。

## 録音
録音は多いとはいえないが、 カルロ・マリア・ジュリーニやイオン・マリン、ジャンルイジ・ジェルメッティらが残している。